# Cyrus Thomas

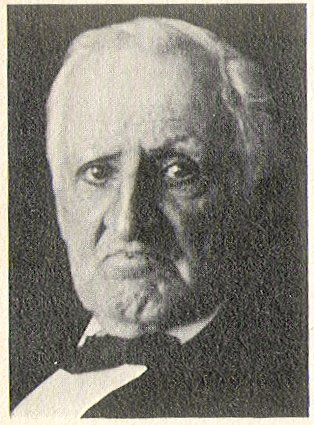
Cyrus Thomas

Cyrus Thomas (ur. 27 lipca 1825 w Kingsport w stanie Tennessee, zm. 27 czerwca 1910 w Waszyngtonie) – amerykański entomolog i archeolog.
Ukończył studia z zakresu prawa, przez pewien czas czynny był także jako duchowny luterański. W trakcie praktyki prawniczej zainteresował się entomologią, samodzielnie dokształcając się w tej dziedzinie i prowadząc badania terenowe, choć nigdy nie posiadł formalnej edukacji. W latach 1874–1876 wykładał historię naturalną na University of Illinois. Piastował także funkcję entomologa stanowego stanu Illinois, publikując sześć raportów rocznych. Był członkiem United States Entomological Commission. Jego zainteresowania koncentrowały się głównie wokół rodziny mszycowatych, opublikował kilka ważnych prac na ten temat.
Od 1882 roku był członkiem Bureau of American Ethnology w ramach Smithsonian Institution, kierując badaniami nad położonymi na wschodnim obszarze Stanów Zjednoczonych monumentalnymi kopcami grobowymi. Wraz ze swoimi asystentami przeprowadził badania ponad 2000 kurhanów na 21 stanowiskach, pozyskując przeszło 40 tysięcy artefaktów. W opublikowanej w 1894 roku ponad 700-stronicowej pracy Report on the Mound Explorations of the Bureau of Ethnology udowodnił ostatecznie, iż kopce były dziełem północnoamerykańskich Indian, co położyło kres dominującym w XIX wieku pseudohistorycznym spekulacjom, przypisującym ich wzniesienie starożytnym przybyszom ze Starego Świata.